# Virgilio Prosperi
Virgilio Prosperi (Arezzo, 31 gennaio 1961 – Arezzo, 24 giugno 1993) è stato un musicista e musicologo italiano.

## Biografia
Diplomato al liceo classico si trasferisce a Milano per studiare composizione e direzione d’orchestra presso il Conservatorio Giuseppe Verdi. 
Seguono vari perfezionamenti tra cui all’Accademia Chigiana di Siena, presso Jugendfestspieltreffen di Bayreuth, frequenta Corsi di Assisi e a L’Aquila.
Ha prodotto svariate composizioni spaziando in numerosi generi: dalla musica sinfonica al rock. 
Nonostante i suoi studi accademici si è contraddistinto per la sua apertura, considerando qualsiasi genere degno di attenzione e sperimentazione. Grazie a questo atteggiamento di universalità, ha collaborato con artisti in ambiti diversi. La sua musica è stata eseguita in Italia e all’estero ricevendo svariati riconoscimenti come il premio K. Stockhausen nel 1983, G. Metallo nel 1984, Gonzaga nel 1985.
Tra le sue composizioni ricordiamo il Concertino per Clarinetto in SI Bemolle e 10 Strumenti, il Notturno per Pianoforte (1985) e My Rag di Lorenzo Ferrero scritta su incarico del medesimo. 
Ha diretto l’Orchestra Sinfonica di Praga, L’Orchestra della Radio-Televisione del Lussemburgo. Ha diretto nei Pomeriggi Musicali di Milano e l’Orchestra Sinfonica dell’Aquila, ha ricoperto il ruolo di direttore stabile dell’Orchestra di Mezzo. 
Le sue collaborazioni in ambito rock risalgono principalmente al suo ultimo periodo. Ha collaborato con l’etichetta discografica Materiali Sonori, con il gruppo musicale Le Orme e con Andrea Chimenti.
Nel 1994, ad un anno dalla sua scomparsa, viene pubblicato per la casa editrice Calosci una guida all'ascolto della Messa da Requiem di Giuseppe Verdi.